# Archon (Computerspiel)
Archon: The Light and the Dark ist ein 1983 erschienenes Computerspiel von Jon Freeman, Anne Westfall (zusammen Free Fall Associates) und Paul Reiche III. Es handelt sich um eine Form von Schach mit Action-Elementen, inspiriert durch ein im Film Krieg der Sterne kurz gezeigtes holografisches Schachspiel, in dem sich die Figuren bekämpfen. Das Spiel wurde für den Publisher Electronic Arts entwickelt und hatte mit Archon II: Adept einen direkten Folgetitel. Im Lauf der Zeit ist Archon in teilweise erweiterten Versionen auf eine Vielzahl von Plattformen portiert worden.

## Spielprinzip
Archon I unterscheidet sich in mehreren Punkten vom normalen Computer-Schachspiel:
- das Spielfeld hat 9×9 Felder,
- außer den üblichen hellen und dunklen Feldern gibt es neutrale Felder, deren Farbe von Zug zu Zug in einem Zyklus wechselt,
- die Farbe eines Feldes beeinflusst die Stärke der darauf stehenden Figur, d. h. helle Figuren sind auf hellen Feldern stärker, dunkle Figuren auf dunklen Feldern,
- Figuren können nicht direkt geschlagen werden: Zieht eine Figur auf ein schon besetztes Feld, so kommt es zwischen beiden Figuren zu einer kurzen Kampfszene, in der jede ihre eigenen Waffen und damit Stärken und Schwächen besitzt.

In Archon I gibt es auf beiden Seiten einen Zauberer, der anstelle eines Zuges einen Zauberspruch verwenden kann. Dabei handelt es sich um Sprüche, die nur einmal in einer Spielpartie verwendet werden können (z. B. Wiederbeleben einer Figur, eine Elementargewalt heraufbeschwören, Figur heilen). Das Spielfeld besteht aus einigen magischen Feldern. Auf Figuren, die auf diesen Feldern stehen, kann kein Zauberspruch ausgeführt werden, weder negative (Fesseln, Element aufhetzen etc.) noch positive (Heilen) noch neutrale (Platz tauschen, Teleportieren).
Die Felder haben drei verschiedene Farben: Schwarz, weiß, sowie wechselhaft. Die wechselhaften Felder ändern nach jedem Zug beider Spieler die Farbe, werden von Schwarz immer heller bis Weiß, und werden dann wieder dunkler bis Schwarz. Helle Figuren haben auf hellen und weißen Feldern einen deutlichen Hitpoint-Bonus (je heller desto mehr), analog schwarze Figuren auf dunklen Feldern.
Gewonnen hat derjenige, der die 5 magischen Felder besetzt, den Gegner ausradiert oder zugunfähig macht. Letzteres ist möglich, indem die letzte Figur des Gegners mit einem Zauberspruch gefesselt wird.

## Entwicklungs- und Veröffentlichungsgeschichte
Es existieren die folgenden Versionen:
Archon: The Light and the Dark
1983 für Atari 800. Portierungen: C64 (1984), DOS (1984, portiert von Mission Accomplished, Inc. und Kent M. Dolan), Apple II (1984, portiert von Jim Nitchals), ZX Spectrum (1985), Amstrad CPC (1985), Amiga (1986), NES (12/1989)
Archon Ultra: 1994 für DOS
Ein von Toys for Bob neu programmiertes Remake mit einer zusätzlichen, neuen Waffe für jede Spielfigur und überarbeiteter Grafik: Die Figuren sind wesentlich detaillierter und das Spielfeld ist in 3D-Optik. Der Programmcode basiert in Teilen auf Star Control 2 und bietet neben der überarbeiteten Grafik digitale Musik und eine Mehrspieler-Option über Modem.
Archon Classic
2009 für iPhone, iPodTouch mit zusätzlichen Spielbrettern und einem Kampagnenmodus
Archon Classic
2010 für PC. Bis zu 4 Spieler gleichzeitig, in den Spielarten Team und "Free for all", sekundäre Fähigkeiten der Figuren, ansonsten wie die IPhone/Touch-Version.

### Nachfolger
Nach dem Erfolg von Archon entwickelten Free Fall Associates Archon II: Adept, das 1984 von Electronic Arts veröffentlicht wurde und bei Spielfeld und -ablauf wesentliche Änderungen aufweist.
In Archon II: Adept ist das 17 × 9 Felder große Spielbrett in verschiedene „Ringe“ unterteilt, die die 4 Elemente (Feuer, Luft, Erde und Wasser) darstellen.
Jede Partei (Chaos und Ordnung) hat zu Beginn 4 Adepten, die je nach Zauberkraft, deren Energie von zum Teil wandernden Energiepunkten bezogen wird, verschiedene Spielfiguren herbeizaubern können. Sieger ist, wer alle Energiepunkte einnimmt, den Gegner auf null Restenergie bringt oder im alles entscheidenden Apokalypsen-Endkampf gewinnt. Der Apokalypsenendkampf kann jederzeit ausgelöst werden durch einen Zauberspruch eines Adepts. Dies kostet allerdings Energie für die auslösende Seite, und im Endkampf wird als Hitpoints die aktuelle Energie der beiden Seiten verwendet, sodass man dies nur machen sollte, wenn man einen deutlichen Energievorsprung hat. Der Apokalypsenendkampf wird automatisch gestartet, wenn eine Seite alle ihre Adepte im Kampf verloren hat. In diesem Fall muss keine Startenergie aufgewandt werden.
Während in Archon I die dunkle und helle Seite über jeweils unterschiedliche, wenn auch vergleichbare, Figuren verfügen (Knight – Goblin, Golem – Troll, Wizard – Sorceress), sind in Adept Archon II nur die „unteren“ Figuren der Spielparteien verschieden (z. Z. Ifrit - Thunderbird). „Höhere“ Figuren (z. B. Wraith, Jugernaut) sind für beide Parteien identisch. Es sei dazu noch erwähnt, dass die „niederen Figuren“ jeweils einem der Elemente zugeordnet sind; so sind die Hitpoints einer Figur davon abhängig, ob sie sich in ihrem „Heimatelement“ oder in einem Fremdelement befindet (ebenso wie die Heilungsrate, und der Schaden, den die Figur austeilt). So kann z. B. ein Feuerwesen zwar theoretisch in der Wassersphäre eingesetzt werden, wird dann aber gegenüber einem Wasserwesen gleich mehrfach benachteiligt. Adepte können ihre Schüsse frei steuern; da der Computer praktisch perfekt steuert und so gut wie nie daneben trifft, ist er in Archon II nur mit richtigem Vorgehen schlagbar, während er in Archon I mit ein wenig Übung und etwas Taktik relativ leicht zu bezwingen ist.
1. Wesentlich mehr Energie ansammeln als der Gegner und Apokalypse auslösen. Wenn der Energieüberschuss so groß ist, dass ein einziger Treffer ausreicht, kann man gewinnen. Dazu muss man allerdings vorher Adepten des Gegners besiegen.
2. Die Medusa kann Adepten mit jedem Treffer verlangsamen, danach können Adepten auch mit anderen Spielfiguren besiegt werden.
3. Durch Ausnutzen von KI-Schwächen und geeigneter Deckung (Erde) kann selbst ein Golem oder Giant einen Adepten besiegen.
4. Geschwächte Adepten können auch mit Ifrits bezwungen werden, weil man häufig einen Treffer anbringen kann.

#### Versionen
Archon II: Adept
1984 für C64 und Atari 800. Portierungen: Apple II (1985, portiert von Jim Nitchals), Amiga (1988), ZX Spectrum (1989), Amstrad CPC (1989)

## Rezeption
Die deutsche Happy Computer urteilte über die KI des Spiels, dass „der Computer (...) zwar kein leichter Gegner, aber auch nicht unbesiegbar“ sei. Für einen Sieg benötige der Spieler sowohl eine gute Strategie als auch Geschick in den Actionsequenzen.
Die US-amerikanische Computer Gaming World empfahl das Spiel allen, die „Schach für zu viel Arbeit und zu wenig Entspannung“ halten. Redakteur David Willis stellte heraus, dass die Anleitung des Spiels mit vertiefenden Informationen zur Entstehung sowie zu seinen Autoren eine stärkere Immersion ermögliche. Die Kämpfe im Spiel würden „schnelle Reflexe und schnelles Denken“ erfordern. Das gut gestaltete Kampfsystem würde selbst dann noch Spaß machen, wenn man gegen ein stärkeres Team anträte. Lediglich Freunde reiner Strategiespiele würden von Archon vermutlich enttäuscht sein.